# Tipula continuata
Tipula continuata är en tvåvingeart som beskrevs av Enrico Adelelmo Brunetti 1912. Tipula continuata ingår i släktet Tipula och familjen storharkrankar. Inga underarter finns listade i Catalogue of Life.